# Francisco López Gómez
Francisco López Gómez, conegut també com a Paco López, (Almeria, 20 de gener de 1954) fou un futbolista espanyol de les dècades de 1970 i 1980.

## Trajectòria
De jove es trasllada de la localitat de Cuevas del Almanzora (Almeria) a Barcelona, on començà a practicar el futbol, primer al club Cinc Copes i a continuació al CF Damm. Amb 18 anys fitxà pel CE Sabadell, club que jugava a Segona Divisió. Jugà una primera temporada molt brillant, amb 30 partits de lliga disputats, i una segona en la qual fou suplent de Pepe Martínez i Nebojsa Djordjevic. En la tercera temporada tornà a destacar amb 20 partits de lliga jugats. El 1975 fitxà pel Granada CF, però no jugà gaire minuts durant cinc temporades, fins a 1980, jugant durant la temporada 1978-79 al Real Jaén. Després de dos anys al Caravaca CF, durant la segona volta de la temporada 1981-82 fitxà pel Cartagena CF, ajudant l'equip a assolir l'ascens a la Segona Divisió. Jugà 6 temporades més al Cartagena a Segona Divisió, esdevenint-ne capità i un autèntic ídol per a l'afició, fins a la seva retirada el 1988.